# Alê Portela
Alessandra Diniz Portela Silveira Advogada, conhecida politicamente como Alê Portela, nascida em Belo Horizonte, no dia 05 de fevereiro de 1988, é Deputada Estadual, filiada ao Partido Liberal (PL), eleita pelo estado de Minas Gerais com 42.179 votos.
Em 28 de maio de 2024, foi convidada pelo Governo de Minas, por meio do Governador Romeu Zema e Vice-governador Professor Mateus Simões, para chefiar a Secretaria de Desenvolvimento Social - SEDESE, assumindo no dia 29 de maio de 2024.